# Comuna Aseri
Aseri este o comună (vald) din Comitatul Ida-Viru, Estonia.
Comuna cuprinde un tărgușor (alevik) - Aseri (Aseri), reședința comunei și un număr de 8 sate.

## Așezare geografică
Comuna Aseri este situată în partea de est a Estoniei și ocupă o suprafață de 67, 14 km².

## Localități componente

### Târgușoare (alevik)
- Aseri

### Sate
Între paranteze, sunt date denumirile satelor în limba germană.
- Aseriaru
- Kalvi (Podwess, Pöddes)
- Kestla (Kestell)
- Koogu (Koock)
- Kõrkküla (Kurpküll)
- Kõrtsialuse (Kerzilhausen)
- Oru (Orro)
- Rannu (Randen)